# ジョーダン・199
ジョーダン・199 (Jordan 199) はジョーダン・グランプリが1999年のF1世界選手権に投入したフォーミュラ1カー。デザイナーはマイク・ガスコイン。

## 概要
199は前年途中チームに加入したマイク・ガスコイン（テクニカルディレクター）を中心に、マーク・スミス（チーフデザイナー）らによって開発された。当初失敗作とみなされていた198を改良したガスコインは、当マシンの出来によってさらに評価を高め、翌2000年にはルノーへ引き抜かれることになった。
エンジンはジョイント2年目となる無限ホンダV10で、メーカー系のワークスエンジンに見劣りしないパフォーマンスを発揮した。タイヤはグッドイヤーの撤退により、今季よりブリヂストンタイヤを履く。
当時のF1レギュレーションではローンチコントロールは禁止であったが、アンチストール（エンスト防止の為、エンジン回転数が一定の回転以下に下がらないようにする）システムについては合法であったため、チームではアンチストール及びピットレーンでのスピードリミッターの名目で、実質的にローンチコントロールを行うシステムを導入していた。ただしこのシステムは「発進後10秒以内に（ステアリング上のボタンを押して）動作をキャンセルしないと、エンジンがシャットダウンする」システムだったため、実戦ではドライバーの操作ミスでマシンがストップしてしまうことがしばしば起きた（対外的には「電気系統のトラブル」とアナウンスされた）。特に同年のヨーロッパGPでは、同システムの解除ミスでマシンが2台ともストップ。さらにそのことが国際自動車連盟（FIA）のスチュワードであるチャーリー・ホワイティングに目をつけられる要因となり、次戦のマレーシアGPからは同システムの使用を禁止された。

## 1999年シーズン
前年にチームとしての初優勝をワンツーフィニッシュで飾る劇的な経験をしたジョーダンは、この年さらなる躍進を遂げることとなった。
新加入のハインツ＝ハラルド・フレンツェンが2勝を挙げ終盤までタイトル争いに食い込む活躍を見せ、前年チームに初優勝をもたらし残留したデイモン・ヒルはサンマリノGPの4位が最高で表彰台に登ることはできなかったが、卓越したマシン開発能力はシャーシの進化に多大な貢献を果たしたと言えた。ヒルはこのシーズン限りでF1を引退し、そのキャリアに幕を閉じた。
フレンツェンとヒルの活躍により、チームはフェラーリ、マクラーレンに次ぐコンストラクターズランキング3位を獲得、これは2005年のチーム売却までジョーダンのランキング最高位であった。

## スペック

### シャーシ
- シャーシ名 199
- 構造 カーボンファイバー・アルミハニカムコンポジット製モノコック
- タイヤ ブリヂストン
- ギアボックス 6速セミオートマチック

### エンジン
- エンジン名 無限ホンダ MF301HD
- 気筒数・バンク角 V型10気筒・72度
- 燃料・潤滑油 エルフ

## 成績
| AUS    | BRA | SMR          | MON | ESP | CAN | FRA | GBR | AUT | GER | HUN | BEL | ITA | EUR | MAL | JPN | 61 | 3位 |     |     |     |
| 1999年 | 7   | ヒル         | Ret | Ret | 4   | Ret | 7   | Ret | Ret | 5   | 8   | Ret | 6   | 6   | 10  | 61 | 3位 | Ret | Ret | Ret |
| 1999年 | 8   | フレンツェン | 2   | 3   | Ret | 4   | Ret | 11  | 1   | 4   | 4   | 3   | 4   | 3   | 1   | 61 | 3位 | Ret | 6   | 4   |

## 参照
1. ↑  『GP Car Story Vol.31 Jordan 199』（三栄、2020年4月）p.22, p.43
2. ↑  『GP Car Story Vol.31 Jordan 199』pp.22 - 23